# 新疆金币
新疆金币是中华民国新疆省政府在民国三十八年（1949年）为提高当时流通纸币的信用，并且增加流通中的硬通货数量而准备发行的金币。
面对新疆日益严峻通货膨胀，民国三十八年（1949年）5月，由时任新疆省政府主席包尔汉主持的中华民国新疆省第二次币制改革开始进行。这次货币改革实行银本位，铸造新疆省壹圆银币，并发行十足兑现的银圆票。然而新疆省壹圆银币是在准备不充分的情况下发行的，数量不足的银币，加之当时新疆时局动荡，物资匮乏且财政赤字巨大，金融无法稳定物价，使得大量持银圆票的人们开始兑换银圆票，最终导致了银圆票迅速贬值。为了提高银圆票的信用并增加流通中的硬通货数量，新疆省政府当局在此年8月采取的措施有两项，其一为恢复天罡银币的流通，第二项措施便是铸造新疆金币。
新疆省造币厂最先使用黄金二十两铸造样币，面额为一钱，每一枚金币含金量为库平一钱。新疆金币掺有十分之一的铜，使得金币声音亮且具有较好的光泽。时任新疆省财政厅厅长白文昱随后划拨黄金两千两开始铸造金币，并将其命名为“新疆金币”。新疆金币原定于民国三十八年（1949年）9月1日发行，并与新疆省壹圆银币同时在市场流通。但当时正值新疆和平解放前夕，新疆金币最终并未发行。新疆和平解放后，新疆省造币厂将金币上解，样品并未留世。